# لیرو
لیرو، روستایی است از توابع بخش گالیکش شهرستان مینودشت در استان گلستان ایران.

## جمعیت
این روستا در دهستان نیلکوه قرار داشته و بر اساس سرشماری سال ۱۳۸۵ جمعیت آن ۴۶۱ نفر (۱۱۰ خانوار)
بوده است.